# Koei-Kan
Koei-kan és un estil de karate que va ser desenvolupat pel mestre Eizo Onishi el 1952. Koei-kan vol dir en japonès "la prosperitat amb la felicitat." Eizo Onishi va ser deixeble de dos famosos mestres de karate d'Okinawa: Kanken Toyama (1888-1966) i Kyoda Juhatsu (1887-1968). El mestre Onishi obrí el seu primer dojo a Koei-Kan el 2 abril 1954 a la prefectura de Kanagawa.
Koei-Kan ha tingut una forma de contacte complet la lluita anomenada: bogu kumite (combat amb la protecció de l'armadura). L'armadura, anomenada bogu, consta d'una màscara protectora per la cara i d'una construcció per connectar el moviment del cap per al moviment de les espatlles.